# مطار أكوبو
مطار أكوبو يخدم مواصلات بلدة أكوبو التي تقع في ولاية جونقلي في دولة جنوب السودان.
1. ↑  "معلومات عن مطار أكوبو على موقع geonames.org". geonames.org. مؤرشف من الأصل في 2020-11-09.